# Antonio Cepero
Antonio Cepero Barberán (Benalup-Casas Viejas, 1975) es un político español del Partido Socialista Obrero Español, actual alcalde de Benalup-Casas Viejas desde 2019.

## Biografía
Nació en 1982 en Benalup, criándose en un entorno rural junto a su madre, una ama de casa, y a su padre, un hombre de campo.[cita requerida] Es licenciado en Magisterio(No existe la licenciatura en magisterio), en la modalidad de Educación Física, casado y padre de dos hijos,[cita requerida] ha sido funcionario en el Ayuntamiento de su pueblo desde el año 2003, cuando en dicho año se afilió al PSOE.[cita requerida]
Llegó a jugar en el equipo juvenil del Benalup CF, donde ejerció como defensa central.
Fue investido alcalde sin haber ocupado el cargo de concejal en su pueblo natal, donde también ha trabajado como técnico en el área municipal de Deportes. Fuera de la política, fue monitor en la escuela de fútbol Pepe Mejías.